# Ostropol
Ostropol (ukr. Старий Остропіль) – wieś ukraińska położona nad rzeką Słucz w rejonie starokonstantynowskim obwodu chmielnickiego. Miasto oddalone jest od Kijowa o 222 kilometry, natomiast najbliższym miastem jest Lubar oddalony o około 18 kilometrów.
Z Ostropolem związana jest postać Herszla z Ostropola – żydowskiego Dyla Sowizdrzała.

## Historia
Podczas okupacji hitlerowskiej, pod koniec 1941 roku Niemcy utworzyli getto dla żydowskich mieszkańców. Przebywało w nim około 650 osób. 20 maja 1942 roku Niemcy zlikwidowali getto, a Żydów wywieźli do getta w Starokonstantynowie. 